# Untermenzing

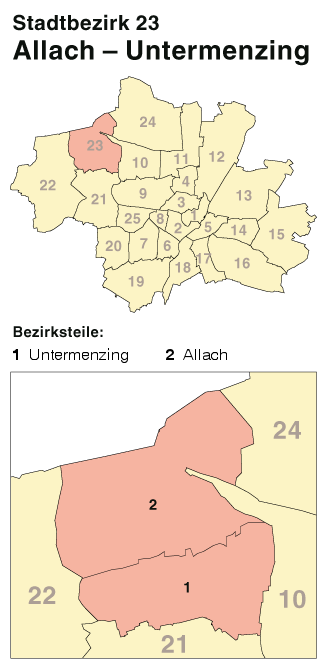
Lage von Untermenzing

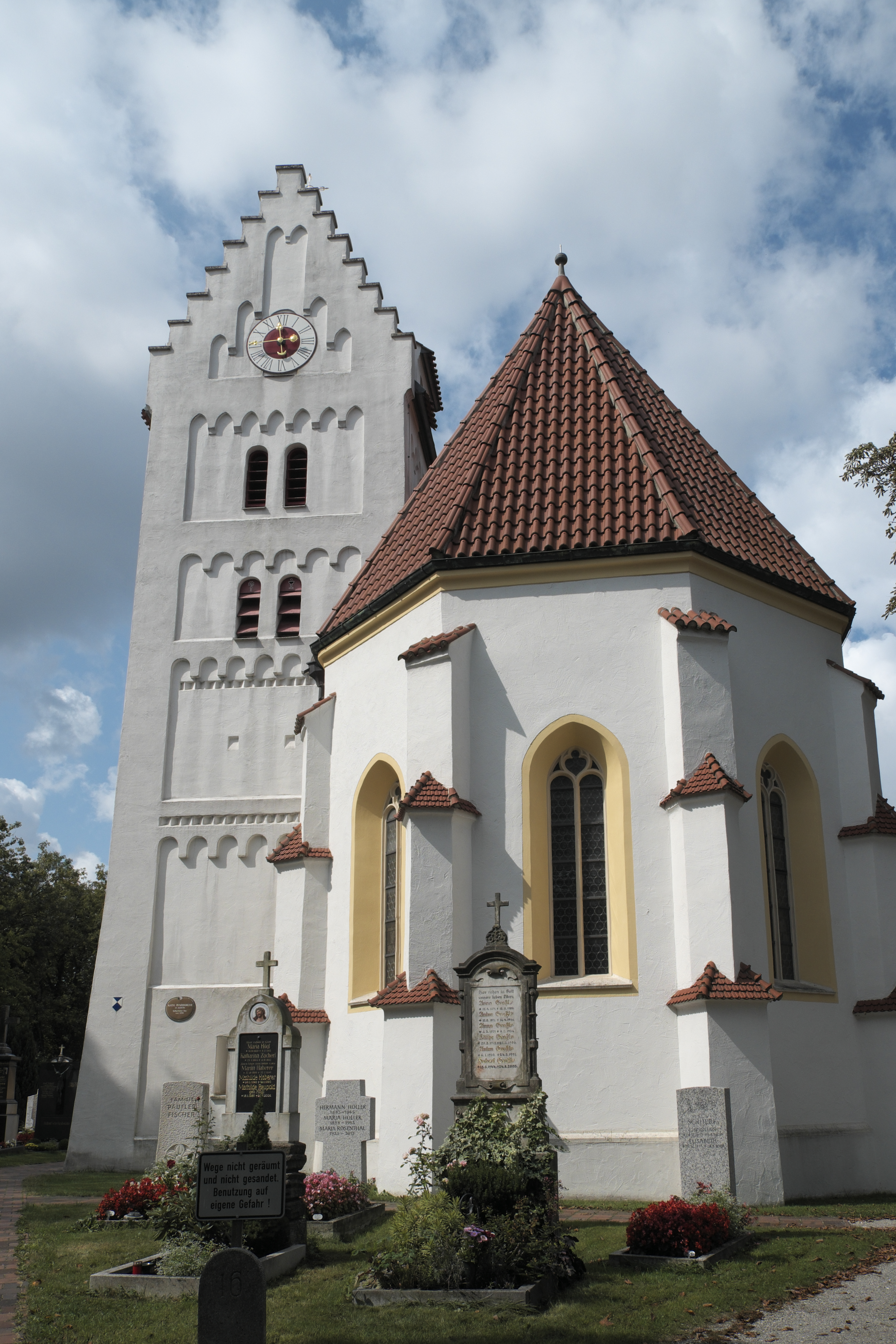
St. Martin in München-Untermenzing

Untermenzing ist eine ehemalige Gemeinde und seit 1938 ein Stadtteil der bayerischen Landeshauptstadt München. Untermenzing bildet mit Allach den Münchner Stadtbezirk 23 Allach-Untermenzing. Dieser besteht seit 1938 und gehört damit zu denjenigen Stadtbezirken Münchens, die alle Neugliederungen überstanden.

## Geographie
Untermenzing liegt im Nordwesten der Stadt München. Angrenzende Stadtteile sind Lochhausen, Allach, Obermenzing und Moosach. Untermenzing liegt beiderseits der Würm, einem Nebenfluss der Amper. Im Nordosten liegt das Waldgebiet Angerlohe. Im engeren Ortskern von Untermenzing mit der Pfarrkirche St. Martin (Eversbuschstraße 11) ist die historische Dorfstruktur teilweise noch erkennbar.

## Geschichte
Untermenzing entstand durch eine Teilung des am 6. November 817 erstmals urkundlich erwähnten Menzinga. Dieser Ort erhielt seinen Namen von einem Mann, der den Namen Manzo, Manzio, Menzio oder Mennisco trug.
In der Konradinischen Matrikel von 1315 ist erstmals die Rede von duo Mentzing. Bis dahin dürften die aufgrund von Besitzübergaben erfolgten Ortsnennungen immer das heutige Obermenzing betroffen haben. Nach dem Urbar von 1397 besaß das Kloster Wessobrunn zwei Güter im heutigen Untermenzing um den neuzeitlichen Ortskern mit der Pfarrkirche St. Martin und weiterhin im heutigen Obermenzing elf Güter. Wenig später wurde Untermenzing der herzoglichen Hofmark Menzing einverleibt, die 1442 erstmals erwähnt wurde.
Während des Dreißigjährigen Krieges wurde Untermenzing beim Schwedeneinfall im Mai 1632 zu 50 Prozent zerstört: Die Schweden brannten 16 Häuser nieder. Als der kurbayerische Geheime Konferenzrat Anton von Berchem (1632–1700) im Jahr 1676 die Hofmark Menzing übernahm, waren bereits wieder 31 Anwesen bewohnt, also so viele wie vor dem Dreißigjährigen Krieg. Nach Berchems Tod übernahm Kurfürst Max II. Emanuel die Hofmark wieder in seinen direkten Besitz. Die Einwohnerzahl von Untermenzing blieb – im Gegensatz zum benachbarten Allach – konstant: 1809 hatte sich die Zahl der Anwesen nur um vier auf 35 erhöht. 1818 wurde Untermenzing durch das bayerische Gemeindeedikt zur selbständigen Gemeinde erhoben. Ebenso wurde Obermenzing mit den Ortsteilen Blutenburg und Pipping eine eigenständige Gemeinde.
Obwohl auch Untermenzing an der 1867 eröffneten Bahnstrecke München–Treuchtlingen liegt, konnte die Gemeinde nicht von einer industriellen Entwicklung profitieren, wie es Allach tat. Das hängt vor allem mit dem fehlenden Bahnhof zusammen, den Untermenzing als Haltepunkt der S-Bahn erst am 11. Dezember 2005 im Rahmen des Ausbaus der Strecke erhielt. Dennoch wuchs Untermenzing rasch: Während das Straßendorf 1855 erst 266 Einwohner zählte, stieg ihre Zahl bis 1900 auf 384 an. 1925 zählte man bereits 1662 und im Jahr der Eingemeindung 1938 schließlich 4800 Einwohner. Untermenzing wurde auf Grundlage des Vertrages vom 27. Oktober 1938 am 1. Dezember 1938 in die Stadt München eingemeindet. 1938 entstand die Beersiedlung, die sich vor allem auch durch Steinreliefs (mit deutschen Märchen und Jagd-Tieridyllen als Motiven des Bildhauers Karl Siegert) an den Hauswänden auszeichnete.
Obwohl der Ortskern von Untermenzing durch Modernisierungsmaßnahmen und einige ortsfremde Neubauten in seinem angestammten Charakter beeinträchtigt worden ist, ist er im engeren Ortskern als historische Dorfstruktur noch heute erkennbar und wird durch einige typisch dörfliche Bauten (Dorfkirche, Friedhof, Mühle und Bauernhäuser) belegt. Daher war der Ortskern als Ensemble Ortskern Untermenzing in der Denkmalliste des Bayerischen Landesamtes für Denkmalpflege eingetragen. Das Ensemble wurde 2011 aus der Denkmalliste gestrichen, da die entlang der Eversbuschstraße gereihten, meist giebelständigen Bauten großflächig durch Neubauten in erweiterter Kubatur ersetzt wurden und der Ortskern seinen dörflichen Charakter verloren hat.
Zur gemeinsamen 1200-Jahr-Feier von Unter- und Obermenzing, bezogen auf die erste urkundliche Erwähnung von Menzing, wurde der Verein 1200 Jahre Menzing e. V. gegründet. Das Jubiläumsjahr wurde mit zahlreichen Veranstaltungen gefeiert. Die Menzinger Festtage zum Motto „1200 Jahre Menzing“ bildeten im Juli 2017 einen Höhepunkt.

## Verkehr
Im öffentlichen Nahverkehr ist Untermenzing vor allem durch die S-Bahn-Linie 2 mit dem Haltepunkt Untermenzing erschlossen. MVG-Buslinien leisten Zubringerdienste zur S-Bahn. Seit 29. April 2019 hat Untermenzing einen Halt auf der Expresslinie X80 Richtung Moosach und Puchheim. Sie verbindet die S-Bahnlinien S1 bis S4. Im Individualverkehr besitzt der Stadtbezirk als wichtigste Nord-Süd-Verbindung die Eversbuschstraße. Damit ist der Charakter Untermenzings als Straßendorf noch heute deutlich sichtbar. 

## Politik

### Bezirksausschuss
Der Bezirksausschuss von Allach-Untermenzing vertritt die Interessen des seit 1938 bestehenden Stadtbezirks. Er wird zeitgleich mit den Stadtratswahlen gewählt. 2007 erhielten die Münchner Bezirksausschüsse vom Oberbürgermeister die Vollmacht, auch über bestimmte so genannte Angelegenheiten der laufenden Verwaltung zu entscheiden.
Die Sitzverteilung nach den Wahlen vom 15. März 2020 lautet wie folgt: CSU 6, Grüne 5, SPD 3, FW 1. AfD 1 und FDP 1. Von den 24.557 stimmberechtigten Einwohnern in Allach-Untermenzing haben 12.629 von ihrem Wahlrecht Gebrauch gemacht, womit die Wahlbeteiligung bei 51,4 Prozent lag.
Bezirksausschussvorsitzender ist Pascal Fuckerieder.

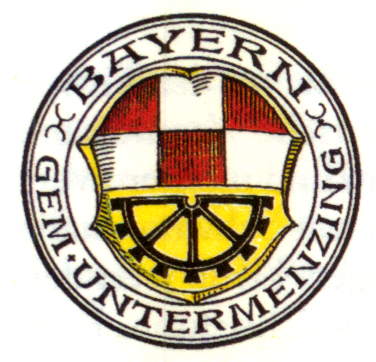
Wappen der ehemaligen Gemeinde Untermenzing

### Wappen
Nachdem der Gemeinderat am 30. Mai 1934 beschlossen hatte, ein Wappen anzunehmen und einen Entwurf zur Genehmigung einzureichen, erteilte das Ministerium des Innern am 1. Dezember 1934 die Genehmigung zur Führung des Wappens.
Blasonierung: „Geteilter Schild, obere Hälfte dreifaches Schach in Rot und Silber; untere Hälfte ein schwarzes unterschlächtiges halbes Mühlenrad auf Gold.“
Nach der Eingemeindung in die Stadt München 1938 besitzt der Stadtrat der Landeshauptstadt München sämtliche Rechte zur Verwendung und Führung des Wappens.

## Sehenswürdigkeiten
- Pfarrkirche St. Martin (Eversbuschstraße 11)
- Feuerwehrhaus von 1884 (Eversbuschstraße 35)
- Kriegerdenkmal nach Entwürfen von Alois Aufleger in der Pfarrer-Grimm-Straße
- Standbild des Heiligen Johannes von Nepomuk  am Friedhof in der Behringstraße
- Siehe: Liste der Baudenkmäler in München/Untermenzing